# بابا علاء سينغ
بابا علاء سينغ (بالبنجابية: ਮਹਾਰਾਜਾ ਆਲਾ ਸਿੰਘ؛ 1691 – 7 أغسطس 1765) هو مؤسس وأول حاكم ولاية باتيالا الأميرية في الهند. وُلِد لعائلة تنتمي إلى السلالة الفولكيانية السيخية، وبرز في شبابه من خلال معارك محورية مكّنته من توسيع نفوذه في إقليم البنجاب. وفي سنواته اللاحقه، خاض سلسلة من الحروب والصراعات التي أسهمت، عبر القوة والدبلوماسية، في إرساء الأسس الأولى لتأسيس بتيالا ككيان سياسي. وفي عام 1763، أسّس مدينة بتيالا، ويُعدّ المؤسس الفعلي للدولة السيخية فيها.
عُرف علاء سينغ بعلاقاته المتقلّبة مع الإمبراطورية الدرانية، إذ تعاقبت بين التحالف والعداء. وفي نهاية المطاف، منحه أحمد شاه الدوراني، ملك الإمبراطورية الدرانية، لقب راجا مع صلاحيات حكم أخرى. ويُعد بذلك أول حاكم سيخي يُمنح هذا اللقب رسميًا في التاريخ. ويُنسب جانب كبير من نجاحه السياسي إلى تأثير زوجته ماي فاتو.
اختلفت الآراء حول علاء سينغ بين المديح والنقد؛ فقد اعتبره معاصروه والمؤرخون قائدًا داهية في سياسته ومراوغًا في استراتيجيته. وبينما أقرّ العديد من أعضاء جيش الدل خالصة بقوته وواقعيته السياسية، فقد رأوا فيه سيخيًا لا يرقى إلى معاييرهم الدينية، مما أدى إلى صدامات مستمرة معه خلال فترة حكمه. انتهى عهده بوفاته سنة 1765، وخلفه حفيده مهراجا عمار سينغ بعد وفاة أبنائه الثلاثة قبله.

## معرض الصور

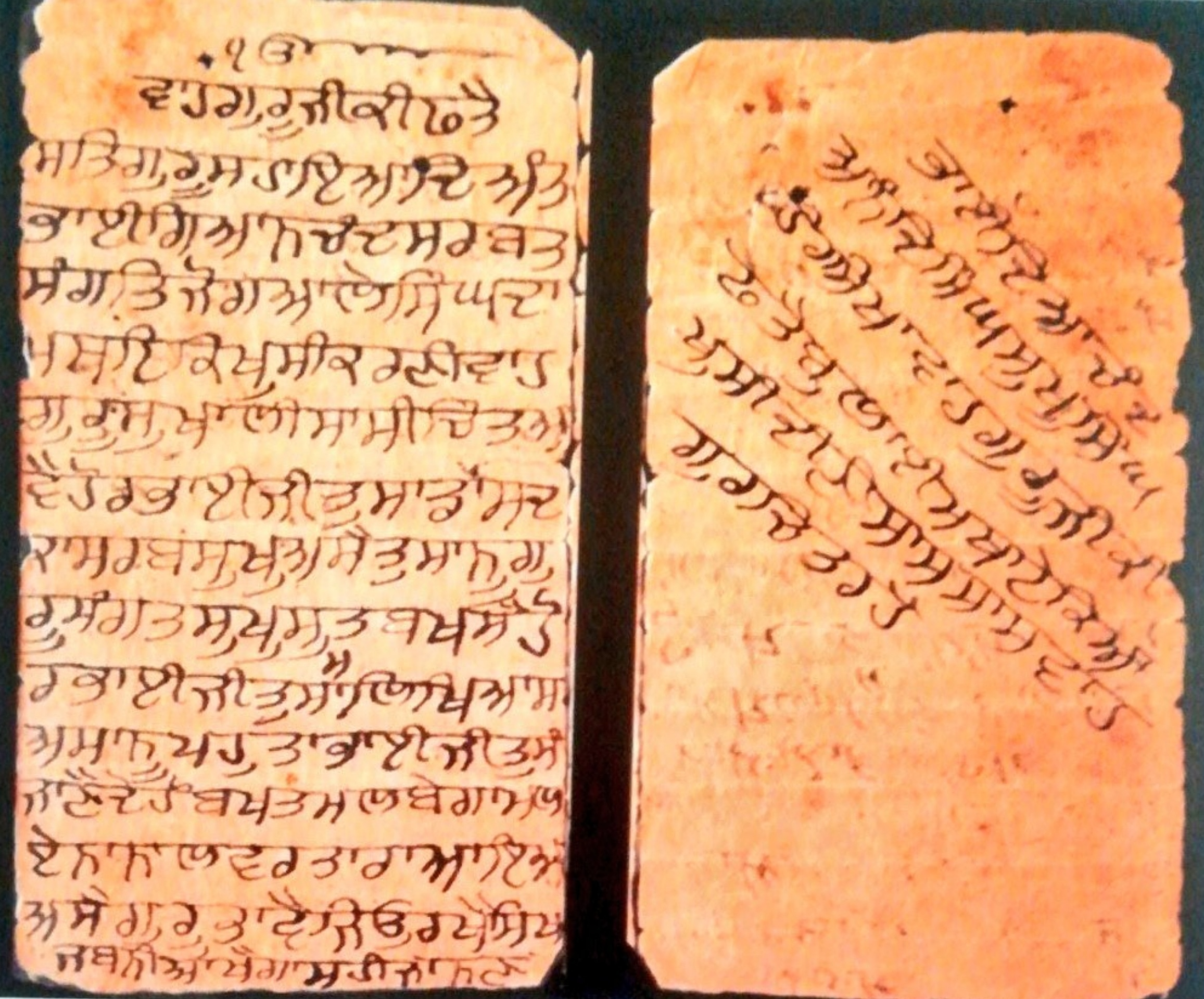
رسالة مكتوبة بخط علاء سينغ
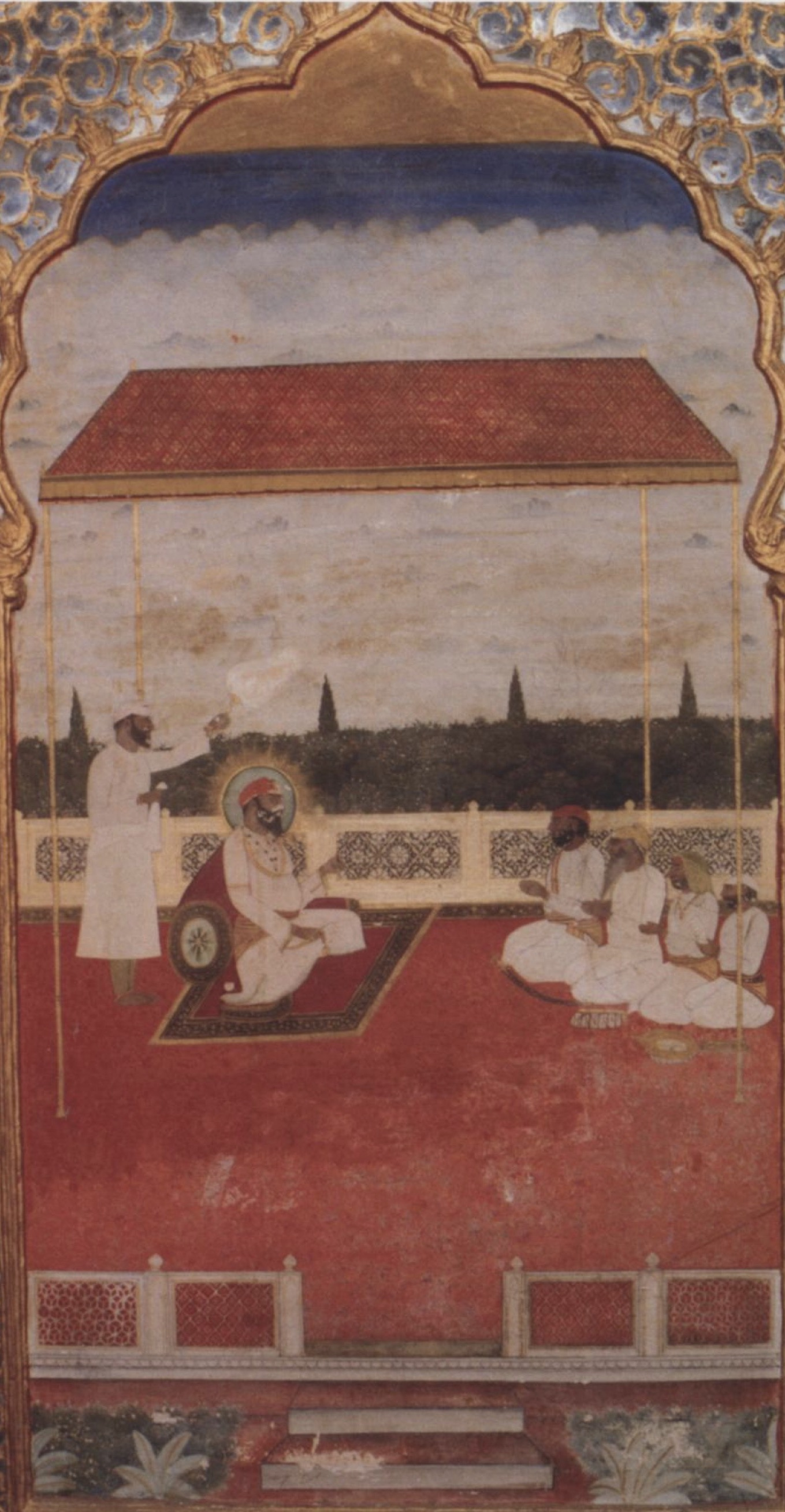
لوحة جدارية لعلاء سينغ داخل شيش محل في قيلا مبارك بمدينة بتيالا
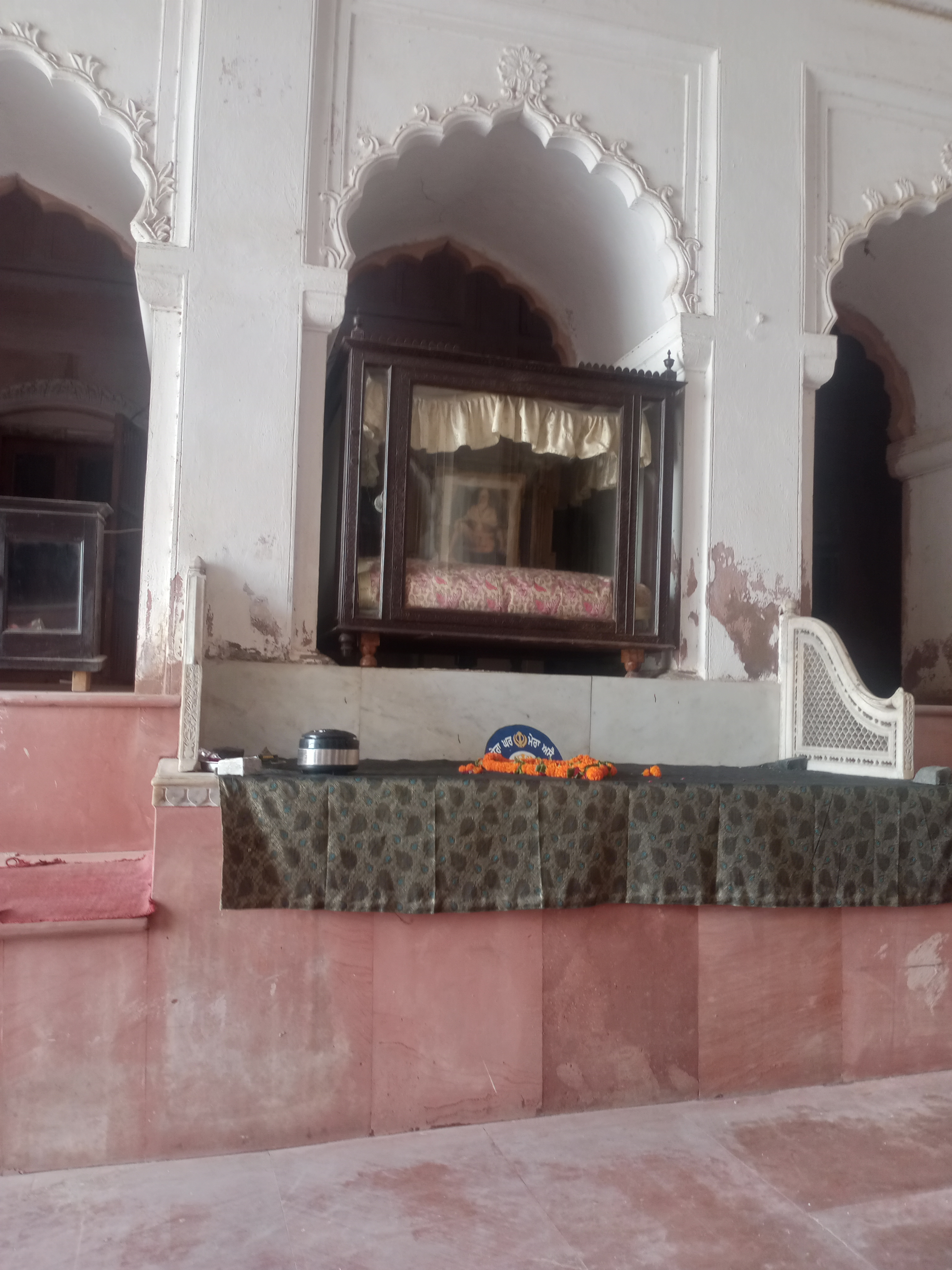
داربار (مجلس الحكم) لعلاء سينغ في بتيالا
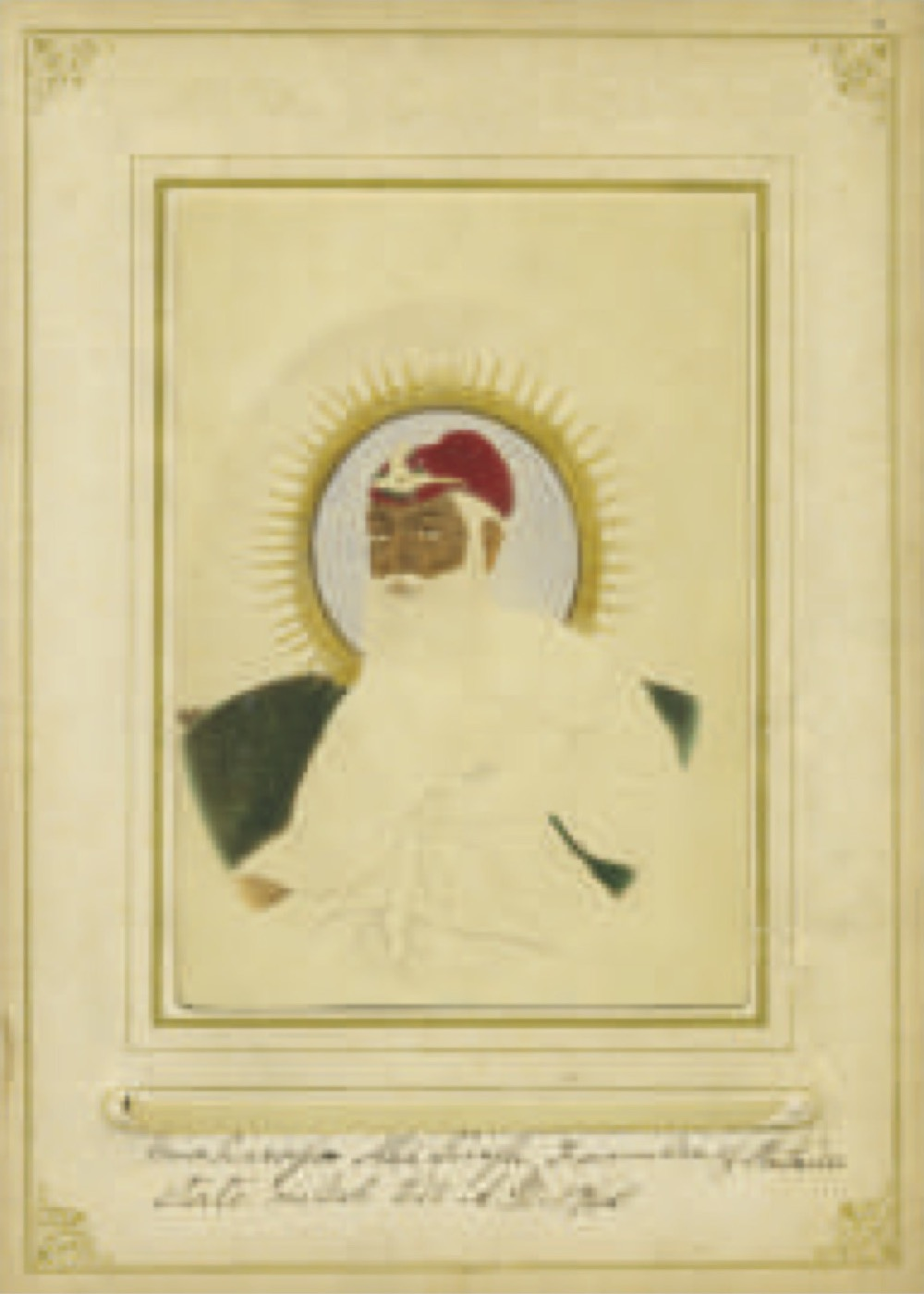
المهراجا علاء سينغ، مؤسس ولاية بتيالا، حَكم حتى عام 1765. لوحة تعود إلى أواخر القرن التاسع عشر، من ضمن مجموعة بورتريهات لمهراجات ولاية بتيالا